# Region Hannover
Region Hannover är ett särskilt kommunalförbund i Hannover-regionen, Niedersachsen, Tyskland. Ett särskilt kommunalförbund innebär en sammanslutning av ett distrikt (Landkreis) och en distriktsfri stad (Kreisfreie Stadt). Regionen bildades den 1 november 2001 genom sammanslagning av Landkreis Hannover och staden Hannover.

## Administrativ indelning
I förvaltningsrättslig mening finns i modern tid ingen skillnad mellan begreppet Stadt (stad) gentemot Gemeinde (kommun). 

### Gemeinde
| - Barsinghausen (stad) - Burgdorf (stad) - Burgwedel (stad) - Garbsen (stad) - Gehrden (stad) - Hannover (stad) | - Hemmingen (stad) - Isernhagen - Laatzen (stad) - Langenhagen (stad) - Lehrte (stad) | - Neustadt am Rübenberge (stad) - Pattensen (stad) - Ronnenberg (stad) - Seelze (stad) - Sehnde (stad) | - Springe (stad) - Uetze - Wedemark - Wennigsen (Deister) - Wunstorf (stad) |

## Invånare
Region Hannover har cirka 
1 150 000 invånare.